# Jagger Eaton
Jagger Eaton (Mesa, 21 febbraio 2001) è uno skater statunitense.

## Biografia
Ha rappresentato il Stati Uniti ai Giochi olimpici estivi di Tokyo 2020 nei street, dove ha vinto la medaglia di bronzo, terminando alle spalle del giapponese Yuto Horigome e del brasiliano Kelvin Hoefler.

## Palmarès
- Giochi olimpici

Tokyo 2020: bronzo nello street
Parigi 2024: argento nello street
- X Games

Norvegia 2016: bronzo nello street Am;
Minneapolis 2017: oro nello street Am;
Norvegia 2018: argento nello street;
Minneapolis 2018: argento nello street;
Minneapolis 2019: argento nel park;